# Leke Krasniqi
Leke Krasniqi (* 17. August 2000 in Bruck an der Mur) ist ein österreichisch-serbischer Fußballspieler.

## Karriere
Krasniqi begann seine Karriere bei ATUS Langenwang. 2012 kam er in die Jugend der Kapfenberger SV. Ab 2015 kam er für den ASC Rapid Kapfenberg, der Drittmannschaft der KSV, zum Einsatz.
Zur Saison 2017/18 rückte er in den Profikader der Kapfenberger auf. Zunächst spielte er allerdings erstmals für die Zweitmannschaft von Kapfenberg in der Landesliga, als er am ersten Spieltag jener Saison gegen den FC Bad Radkersburg in der Startelf stand und in der 88. Minute durch Daniel Fischer ersetzt wurde. Im Mai 2018 erzielte er bei einer 7:3-Niederlage gegen den USV St. Anna seinen ersten Treffer für Kapfenberg II. Zu Saisonende stieg er mit der Mannschaft allerdings aus der Landesliga ab.
Im Juli 2018 debütierte Krasniqi schließlich für die Profis von Kapfenberg in der 2. Liga, als er am ersten Spieltag der Saison 2018/19 gegen die Zweitmannschaft des FK Austria Wien in der 75. Minute für Giuliano Milici eingewechselt wurde. Insgesamt kam er zu fünf Zweitligaeinsätzen für die Profis der KSV. Ab der Saison 2020/21 gehörte er wieder ausschließlich dem Kader der Amateure an.
Zur Saison 2021/22 wechselte er zum Regionalligisten SV Allerheiligen. Für Allerheiligen kam er aber nie zum Einsatz. Zur Saison 2022/23 schloss er sich dem viertklassigen SC Bruck/Mur an.